# Thomas B. Franz

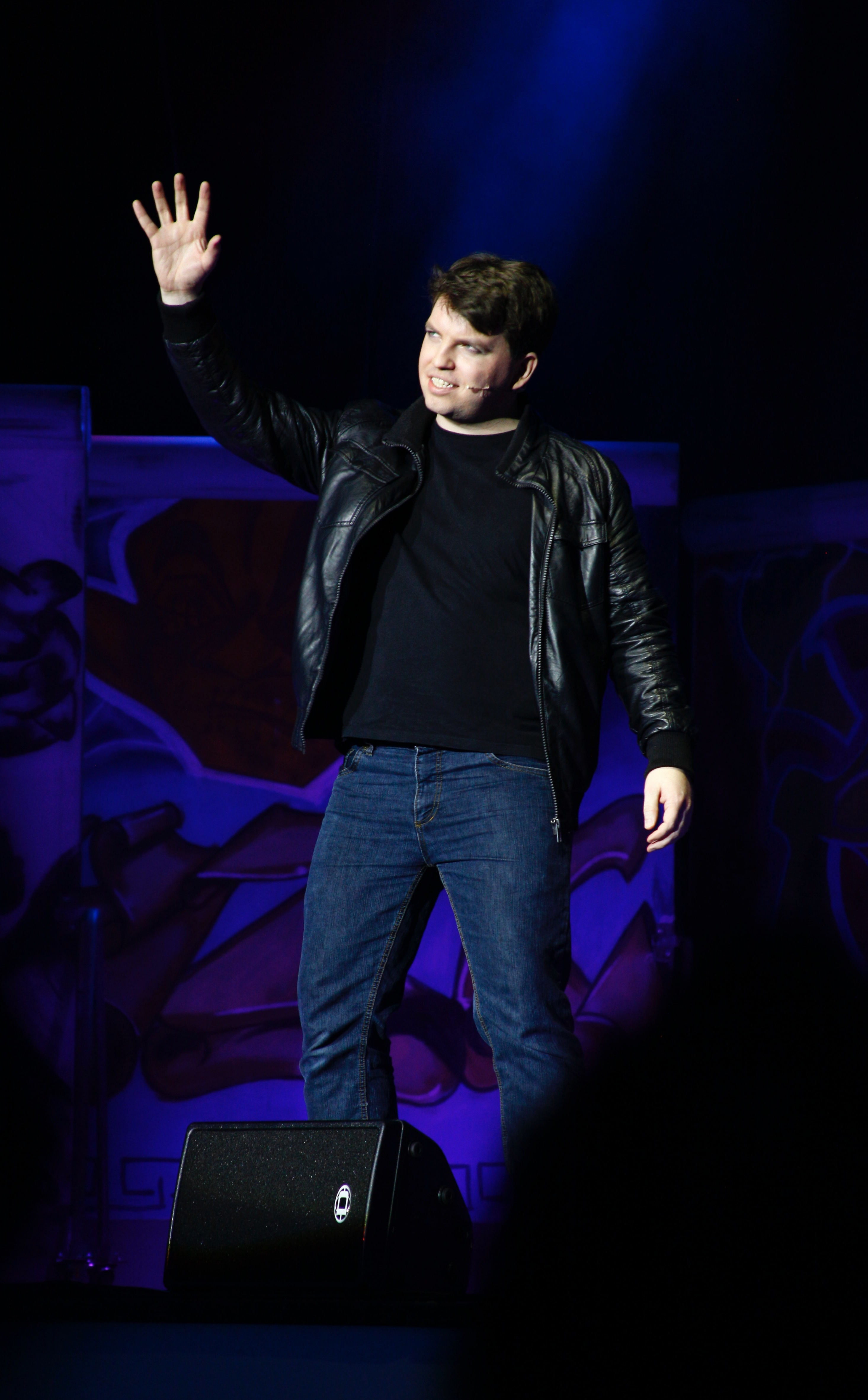
Thomas B. Franz als Tommy im Ostrockmusical ÜBER SIEBEN BRÜCKEN, 2017

Thomas B. Franz (auch Thomas Franz; * 6. Juli 1986 in Berlin) ist ein deutscher Schauspieler, Sänger, Musicaldarsteller, Sprecher, Coach und Autor. Zur Unterscheidung von gleichnamigen Künstlern gibt er die Initiale seines zweiten Vornamens Bernhard mit an.

## Leben
Thomas B. Franz wuchs in Berlin auf. Als Kind erhielt er Cellounterricht; es zog ihn jedoch schon früh zum Gesang und zum Schauspiel. Mit fünf Jahren stand er erstmals vor der Kamera – beim „Sandmännchen“. Bis zum Stimmbruch sang er bei den Schöneberger Sängerknaben, mit denen er auf Deutschlandtournee war, an der Deutschen Oper Berlin.
Er nahm 2008 in Hamburg eine Ausbildung in Tanz, Gesang und Schauspiel an der Stage School auf und beendete sie 2011 an der Stageart Musical School.
Er ist Mitglied im Paul Klinger Künstlersozialwerk e.V., das sich für Künstlerinnen und Künstler aller Gewerke einsetzt.

## Künstlerische Biografie
Bereits während seiner künstlerischen Ausbildung gehörte er zum Schauspielensemble des Hamburg Dungeon und war im Musical Elisabeth – Die Legende einer Heiligen am Landestheater Eisenach und in der Stadthalle Marburg zu sehen.
Kurz vor seinem Abschluss holte ihn das Altonaer Theater, Hamburg, für die Rolle des Schülers Melworm im Schauspiel Die Feuerzangenbowle (Intendant Axel Schneider). Das Theater schickte ihn im Winter 2011 auf Tour und für einen Monat an die Komödie Düsseldorf und begleitete ihn für weitere Jahre. Zudem wurde er Teil des Ensembles der Vocalartisten in Bremen und erhielt die Rolle des Luciano Panzarotti in Die Leibspeisen des Paten, mit denen er bis 2019 regelmäßig auftrat.
2012 bot ihm das Kölner Horrortheater, später Horrortheater auf Tour, auch Hamburger Horrortheater, die Darstellung der Hauptfigur der Reihe Das Kabinett des Doktor Tumbley an, die er bis 2014 in vier Inszenierungen verkörperte.
Von Januar 2013 bis Mai 2018 war er in der Hauptrolle Tommy im Ostrockmusical Über 7 Brücken auf Deutschlandtournee. Darüber hinaus war er Ensemblegründungsmitglied am Bremer HafenRevueTheater und verkörperte dort verschiedene Rollen.
In der Saison 2015 gehörte Thomas B. Franz dem Entertainmentensemble des Heide Park Soltau an, wo er unter anderem als Schauspieler in Krake Lebt! Kids zu sehen war.
Im Sommer 2015 spielte er die Rolle des singenden Teufels bei den Darß-Festspielen.
In den Sommern 2014, 2015, 2016 gehörte er zum Ensemble der Burgfestspiele Jagsthausen, wo er beispielsweise den Aio in Die Päpstin – Das Musical und den Findus in Pettersson und Findus und erneut den Melworm in der Feuerzangenbowle gab, die ihn 2015 für zwei Monate ans Theater am Kurfürstendamm in Berlin führte, wie auch im Sommer 2016 für eine Spielzeit zu den Festspielen Heppenheim.
2016 nahm er Unterricht bei Monty Arnold in „Lesen für Hörbücher“, „Synchronsprechen“ und „Synchronsprechen für Computerspiele“. Im gleichen Jahr spielte er mit Olaf Paschner im Kindergesundheitstheaterstück Dr. Fröhlich die Rolle des Fridolin für den HSV.
Im Dezember 2016 sang er in der Weihnachtsproduktion Endlich Weihnachten am Volkstheater Geisler in Lübeck. 2017 debütierte er zudem im Musical Nachts In Bremen 2 im Bremer Ratskeller sowie in Musical Dinner – Das Original, mit dem er bis zum Ausbruch der Coronapandemie im gesamten norddeutschen Raum unterwegs war.
Bereits mehrmals stand Thomas B. Franz mit seinem Soloprogramm O Solo Mio auf der Bühne, in dem er Lieder unterschiedlicher Genres mit eigenen gesprochenen Texten zusammenführt.
Im Sommer 2017 holten ihn die Darß-Festspiele erneut in seiner Paraderolle des Teufels für ihre Produktion Dat Best. Im Sommer des gleichen Jahres war er gemeinsam mit Katrin Redepenning mit dem bajuwarischen Comedyduo ROSI UND SCHORSCH unterwegs.
Im Winter 2017/2018 gehörte er dem Schauspielensemble der Produktion Drei Haselnüsse für Aschenbrödel – Die original Familienshow an, bis es ihn schließlich mit der Fairytale Factory auf Die Schatzinsel zog.
2018 holte ihn die Agentur Märchenkinder als Schauspieler für das Kinderprogramm auf der TT-Line zwischen Deutschland und Schweden. 2019 stach er noch einmal in See. Darüber hinaus drehte er für das ZDF.
2018 und 2019 schlüpfte er wieder in die Rolle des Findus in Pettersson, Findus und der Hahn an den Hamburger Kammerspielen und am Harburger Theater.
Das kleine Hoftheater, Hamburg holte ihn gemeinsam mit Katrin Redepenning, Ioana Tzoneva und Ljuba Markova am Klavier mit der 20er-Jahre-Produktion Kann denn Liebe Sünde sein. Thomas B. Franz war Teil des dortigen Programms zur Hamburger Theaternacht 2019. Den Jahreswechsel 2019/20 feierte das kleine Hoftheater mit ihm, Katrin Redepenning und Marie-Christine Banga und der Gala Atemlos durch die Silvesternacht.
2019 gehörte er noch einmal zum Schauspielensemble des Hamburg Dungeon. Seit 2019 arbeitet er als Sänger mit dem Trio Viviparie und ebenfalls seit 2019 bildet er mit der Sängerin Valerie Koning das Duo „Valerie und Thomas“. Gemeinsam treten sie mit eigenen Showproduktionen auf. Corona brachte das Duo auf die Idee, live zu gehen und die Marke „Sockenkonzert“ zu entwickeln. 2020 waren sie so, teilweise unterstützt von Aulista, spartenübergreifend live – unter anderem mit dem Coron.Art Theater und dem Kulturfestival SH.
2020 holte ihn die Creative Amusement Factory für das Entertainmentprogramm im Europapark und Rulantica. Im Engagement erreichte ihn der erste Lockdown, woraufhin sämtliche Termine abgesagt wurden.
Seit Herbst 2020 gehört er in der Rolle des Robert zum Ensemble der Varieté-Show Roter Schwan by Aulista.
Während der Coronapandemie absolvierte Thomas B. Franz eine Weiterbildung im Bereich Filmschauspiel.

## Coaching
2018 war Thomas B. Franz als künstlerischer Part im Rahmen einer Kinderferiensprachschule vom Land Bremen engagiert.
Von 2018 bis 2019 war er als Dozent im Bereich Musical an der ASK Berlin tätig.

## Sprechtheater
| Jahr      | Produktion                                                      | Theater                                     | Rolle                | Regie             |
| --------- | --------------------------------------------------------------- | ------------------------------------------- | -------------------- | ----------------- |
| 2011      | Die Feuerzangenbowle                                            | Komödie an der Steinstraße, Düsseldorf      | Melworm              | Axel Schneider    |
| 2011–2019 | Die Feuerzangenbowle                                            | Altonaer Theater/Harburger Theater/Tournee  | Melworm              | Axel Schneider    |
| 2012      | Das Kabinett des Dr. Tumblety, A New World of Gods and Monsters | Kölner Horrortheater, Theater im Hof        | Dr. Francis Tumblety | Gordon L. Schmitz |
| 2012/2013 | Das Kabinett des Dr. Tumblety, Groschenheftgeschichten          | Kölner Horrortheater, Theater im Hof, Tour  | Dr. Francis Tumblety | Gordon L. Schmitz |
| 2013      | Das Kabinett des Dr. Tumblety, Menschenfresser                  | Horrortheater auf Tour                      | Dr. Francis Tumblety | Gordon L. Schmitz |
| 2013      | Die Feuerzangenbowle                                            | Stadttheater Fürth                          | Melworm              | Axel Schneider    |
| 2014      | Das Kabinett des Dr. Tumblety, Paris                            | Horrortheater auf Tour                      | Dr. Francis Tumblety | Gordon L. Schmitz |
| 2014      | Die Päpstin                                                     | Burgfestspiele Jagsthausen/Altonaer Theater | Aio                  | Eva Hosemann      |
| 2014      | Pettersson, Findus und der Hahn                                 | Burgfestspiele Jagsthausen                  | Findus               | Axel Schneider    |
| 2015      | Die Heiden von Kummerow, Himmel, Hölle, Halleluja               | Darß Festspiele                             | Teufel               | Holger Schulze    |
| 2015      | Die Feuerzangenbowle                                            | Theater am Kurfürstendamm                   | Melworm              | Axel Schneider    |
| 2016      | Die Feuerzangenbowle                                            | Festspiele Heppenheim                       | Melworm              | Axel Schneider    |
| 2016      | Pettersson, Findus und der Hahn                                 | Festspiele Heppenheim                       | Findus               | Axel Schneider    |
| 2016      | Pettersson, Findus und der Hahn                                 | Harburger Theater                           | Findus               | Axel Schneider    |
| 2016      | Dr. Fröhlich                                                    | HSV                                         | Fridolin             | Olaf Paschner     |
| 2017      | Die Heiden von Kummerow, Dat Best                               | Darß Festspiele                             | Teufel               | Holger Schulze    |
| 2018      | Pettersson, Findus und der Hahn                                 | Hamburger Kammerspiele                      | Findus               | Axel Schneider    |

## Musical/Show
| Jahr      | Produktion                         | Produktionsfirma/Theater              | Rolle              | Regie                           |
| --------- | ---------------------------------- | ------------------------------------- | ------------------ | ------------------------------- |
| 2011–2019 | Die Leibspeisen des Paten          | Kreativ Events – Tour                 | Luciano Panzarotti | Giorgio Claretti                |
| 2012      | NachtlebenRevue                    | Alte Stauerei, die Glucke, Bremen     | Friedrich          | Axel Wagener                    |
| 2013–2018 | Über 7 Brücken, das Ostrockmusical | Talas Hansetours, Deutschlandtournee  | Tommy              | Dirk Soukup/Wolfgang Liebisch   |
| 2013–2018 | Tanz auf dem Vulkan                | HafenRevueTheater, Bremen             | Fritz              | Ulrich Möllmann                 |
| 2014–2021 | Liebe, Last und Fracht             | HafenRevueTheater, Bremen             | Theo               | Martin Gresselmeyer             |
| 2015–2021 | Sehnsucht nach dem Hafen           | HafenRevueTheater, Bremen             | Theo               | Martin Gresselmeyer             |
| 2016–2021 | Moderne Hafenzeiten                | HafenRevueTheater, Bremen             | Theo               | Ulrich Möllmann                 |
| 2016      | Endlich Weihnachten                | Theater Geisler, Lübeck               | Sänger             | Michael Knoll                   |
| 2017      | Nachts in Bremen 2                 | Bremer Ratskeller                     | versch.            | Frank Fiedler                   |
| 2017–2018 | Drei Haselnüsse für Aschenbrödel   | Icestorm – Arenentour Deutschland     | Witek              | Axel Poike                      |
| 2017–2020 | Musical Dinner – Das Original      | Glamour Events – Tour Norddeutschland | Sänger             | Marion von Richly               |
| 2018      | Kann denn Liebe Sünde sein         | Das kleine Hoftheater                 | Sänger             | Katrin Redepenning              |
| 2018/2019 | Die Schatzinsel                    | Fairytale Factory, Deutschlandtournee | Livsey/Gunn        | Sabine Henning                  |
| 2019      | Engelsstimmen vs. Teufelsgeiger    | Viviparie – Tour                      | Sänger             | Valerie Koning                  |
| 2019      | Atemlos durch die Silvesternacht   | Das kleine Hoftheater                 | Sänger             | Katrin Redepenning              |
| 2020      | #kitchen-concert                   | Social Media                          | Sänger             | Roun Zieverink (+ Klavier)      |
| 2020      | Sockenkonzert                      | Social Media                          | Sänger             | Valerie Koning, Thomas B. Franz |
| 2020      | Kulturfestival SH                  | Social Media                          | Sänger (Walther)   | Valerie Koning, Thomas B. Franz |
| 2020      | Roter Schwan                       | Aulista – Tour                        | Robert             | Dave Groth                      |

## Film und Fernsehen
| Jahr | Titel                                 | Format   | Rolle      | Regie              | Produktionsfirma/Sender |
| ---- | ------------------------------------- | -------- | ---------- | ------------------ | ----------------------- |
| 2013 | Unter vier Augen                      | Kurzfilm | Walter     | Taulant Luzha      | kodexfilm               |
| 2014 | Der Riss                              | Kurzfilm | Der Sänger | Peder W. Strux     | Peder W. Strux          |
| 2018 | Landtagswahlen Thüringen – Wurstwagen | Werbung  | Hauptrolle | Georg von Mitzlaff | Element E/ZDF           |

## Veröffentlichungen
- Lebenszeichen (Lyrik), erschienen als Hosentaschenbuch, 2016